# Delejes
Delejes (horvátul: Dragoslavec Selo) falu Horvátországban, Muraköz megyében.  Közigazgatásilag Felsőmihályfalvához tartozik.

## Fekvése
Csáktornyától 8 km-re északnyugatra, községközpontjától Felsőmihályfalvától 2 km-re keletre a Muraközi-dombság területén fekszik.

## Története
Kedveshegy (Dragoslavec) települést, melynek egykor része volt 1478-ban "Dragislawecz" alakban említik először. A csáktornyai uradalomhoz tartozott.
1477-ben Hunyadi Mátyás Ernuszt János budai nagykereskedőnek és bankárnak adományozta, aki megkapta a horvát báni címet is. 1540-ben a csáktornyai Ernusztok kihalása után az uradalom rövid ideig a Keglevich családé.
A csáktornyai uradalom részeként területe 1546-ban I. Ferdinánd király adományából a Zrínyieké lett. A falu 1650-ben a zágrábi püspökség oklevelében szerepel.
Miután Zrínyi Pétert 1671-ben felségárulás vádjával halálra ítélték és kivégezték minden birtokát elkobozták, így a birtok a kincstáré lett. III. Károly a Muraközzel együtt 1719-ben szolgálatai jutalmául elajándékozta Althan Mihály János cseh nemesnek. 1791-ben az uradalommal együtt gróf Festetics György vásárolta meg és ezután 132 évig a tolnai Festeticsek birtoka volt.
Vályi András szerint "DRAGOZLAVECZ. Elegyes falu Szala Vármegyében, földes Ura Gróf Álthán Uraság, lakosai katolikusok, fekszik Snihalievetznek szomszédságában, mellynek filiája, határja elég nagy, de földgyének soványsága miatt, harmadik Osztálybéli."
1910-ben 92, túlnyomórészt horvát lakosa volt. 1920 előtt Zala vármegye csáktornyai járásához, majd 1941 és 1945 között ismét Magyarországhoz tartozott. 2001-ben 220 lakosa volt.

## Külső hivatkozások
- Felsőmihályfalva község hivatalos oldala
- A község a Muraköz információs portálján